# Koń zimnokrwisty

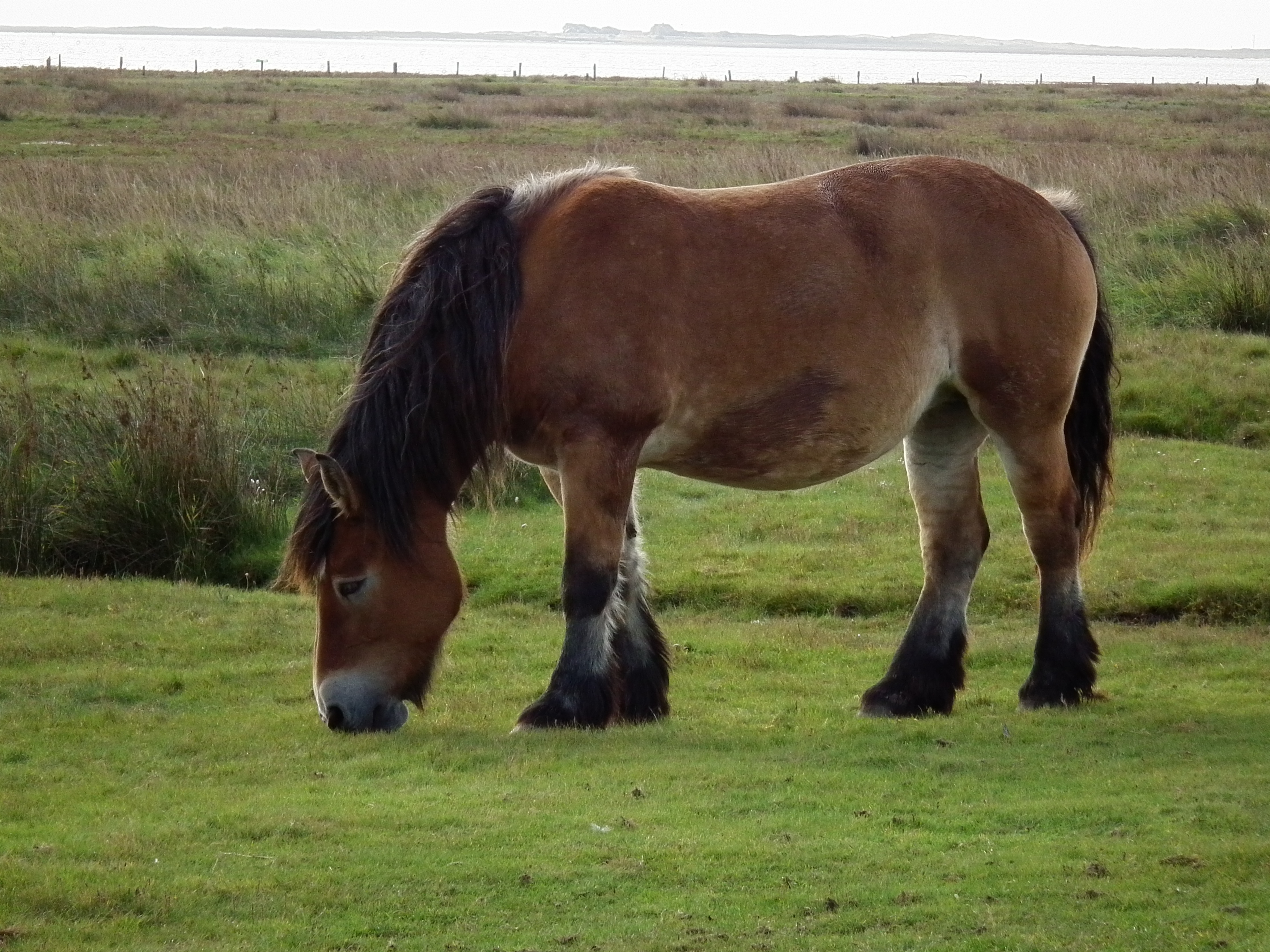
Koń zimnokrwisty

Konie zimnokrwiste – rasy konia domowego silne i masywne, odróżniające się od gorącokrwistych temperamentem i budową. Są zazwyczaj spokojniejsze, mniej ruchliwe i potężniejsze. Są to konie robocze, używane między innymi do prac rolniczych i transportowych, jako konie pociągowe. Zazwyczaj pracują w stępie. Konie zimnokrwiste hoduje się bez udziału krwi koni gorącokrwistych lub z bardzo małym jej udziałem. Niektóre rasy, plasujące się na pograniczu koni zimnokrwistych i kuców, mają cechy obu typów.
Według Polskiego Związku Hodowców Koni w 2023 roku stan pogłowia koni zimnokrwistych w Polsce wyniósł ponad 150 tysięcy, co stanowi niemal połowę całej hodowli koni w Polsce. Do ras polskich należą polski koń zimnokrwisty, koń sokólski oraz koń sztumski, zaś popularnymi rasami zagranicznymi są np. perszeron, shire, koń belgijski.

## Pochodzenie
Konie zimnokrwiste pochodzą od konia leśnego z Europy Północnej – zwierzęcia o potężnej budowie, grubej sierści i powolnych chodach. Koń ten przeżył epokę lodową i został udomowiony około 3000 lat temu. W średniowieczu konie te służyły jako wierzchowce ciężkozbrojnych rycerzy; z biegiem czasu zapoczątkowały rozwój współczesnego konia pociągowego w Europie. 

## Rasy
Do ras koni zimnokrwistych należą m.in.:
- koń ardeński

- koń belgijski
- koń bretoński
- koń buloński
- koń jutlandzki

- koń sokólski
- koń sztumski
- perszeron
- polski koń zimnokrwisty
- shire